# Glenodiplosis callipus
Glenodiplosis callipus är en tvåvingeart som beskrevs av Gagne 1973. Glenodiplosis callipus ingår i släktet Glenodiplosis och familjen gallmyggor.
Artens utbredningsområde är Virginia. Inga underarter finns listade i Catalogue of Life.